# الحرب الوطنية
الحرب الوطنية هي نزاع حدث على طول الحدود بين كندا والولايات المتحدة، حيث هاجمت عصابات من المقاتلين مستعمرة كندا العليا البريطانية أكثر من اثنتي عشرة مرة بين ديسمبر عام 1837 وديسمبر عام 1838. لم تكن هذه الحرب صراعًا بين الدول؛ بل كانت حرب أفكار خاضها أشخاص لهم نفس التفكير ضد القوات البريطانية.
كان المشاركون في الصراع أعضاء في جمعية سرية تُعرف باسم محفل الصيادين، تشكلت في الولايات المتحدة تعاطفًا مع تمردات عام 1837 في كندا العليا والسفلى. نشأت المنظمة في فيرمونت بين اللاجئين من كندا السفلى (القسم الشرقي أو الإخوة الصيادون)، وانتشرت غربًا تحت تأثير الدكتور تشارلز دونكومب ودونالد ماكليود، قادة جمعية إغاثة اللاجئين الكندية التي لم تدم طويلًا، وويليام ليون ماكنزي من إسكتلندا، وحصلت المنظمة على الدعم من عدة مواقع مختلفة في أمريكا الشمالية وأوروبا. كانت جمهورية كندا أيضًا قصيرة العمر. وبعد قصف مكثف من قبل البريطانيين على جزيرة نيفي، حيث تأسست الجمهورية، تراجع ماكنزي وقواته من الميليشيات الكندية إلى مدينة بوفالو في نيويورك، حيث أسروا من قبل الجيش الأمريكي. بتهمة انتهاك الحياد بين الولايات المتحدة والإمبراطورية البريطانية، حُكم عليهم بالسجن 18 شهرًا. أدى ذلك إلى إنهاء ما اعتبره البريطانيون تمردًا استعماريًا غير منطقي وغير مدعوم. كانت المنظمات مكونة من مقاتلين مسلحين بشكل أساسي هدفهم الإطاحة بالحكم البريطاني في كندا. وتضمن تفريقهم أكبر انتشار للقوات الأمريكية ضد مواطنيها منذ تمرد الويسكي في عام 1794.

## الخلفية
أثناء تمرد كندا العليا، كان المتعاطفون الأمريكيون ينظمون اجتماعات على طول الحدود الكندية الأمريكية. وفي اجتماع عُقد في بوفالو، نيويورك في 5 ديسمبر عام 1837، وعُينت خلاله لجنة من 13 شخصًا لتنظيم الدعم للمتمردين. انتهى التمرد في كندا العليا بمعركة حانة مونتغمري، وفر العديد من المتمردين إلى الولايات المتحدة هربًا من الاعتقال من قبل القوات البريطانية. ودفع حديث ويليام ليون ماكنزي في اجتماع في بوفالو توماس جيفرسون ساذرلاند إلى الالتزام بغزو كندا العليا لتحقيق استقلالها عن بريطانيا. تعهد أعضاء الجمهور الآخرون بترتيب الموارد والمعدات للغزو المخطط له.

## غزو جزيرة نيفي وجمهورية كندا
في 14 ديسمبر عام 1837، توجه ماكنزي ورينسيلار فان رينسيلار و24 من المتمردين إلى جزيرة نيفي. كان المعسكر سيشن هجومًا لدعم انتفاضة دونكومب في منطقة لندن. وحينها أعلن ماكنزي الحكومة المؤقتة لجمهورية كندا وجرى تقديم ثلاثمائة فدان (120 هكتارًا) من الأراضي الحكومية لكل متطوع.
خلال شهر ديسمبر، عُقدت اجتماعات داعمة كبيرة في البلدات الواقعة على طول الحدود، مثل بيرلينغتون وألباني وروتشستر وبافالو وكليفلاند وديترويت مع وعود بالمساعدة. وبحلول نهاية الشهر، انضم ما يصل إلى 500 متطوع إلى ماكنزي في الجزيرة والذين نقلوا على متن سفينة كارولين. وعَبر آلان ماكناب وأندرو درو من البحرية الملكية الحدود الدولية واستولوا على كارولين، وطردوا الطاقم، وأضرموا فيها النار، وألقوا بها فوق شلالات نياجارا بعد قتل أمريكي أسود يُدعى عاموس دورفي.
في يناير عام 1838، وأعاق قائد أمريكي لجنة بوفالو التي كانت توفر الموارد لجزيرة البحرية. ومع فشل ثورة دونكومب، اختفى الغرض الرئيسي من الاستيلاء على جزيرة نيفي، ثم أخليت في 14 يناير عام 1838، منهية الجمهورية التي لم تدم طويلًا. وقبض على فان رينسيلار لانتهاكه قانون الحياد عندما عاد إلى البر الرئيسي.

## سكونة (مركب)آنوجزيرة بوا بلانك (8 يناير عام 1838)
أُرسل توماس جيفرسون ساذرلاند من قبل قادة التمرد في جزيرة نيفي في نهر نياجرا لتجميع قوة في ديترويت في ديسمبر عام 1837. وصل ساذرلاند ليكتشف أن هنري إس هاندي والدكتور إدوارد أ. ثيلر قد عقدا اجتماعات عامة بشكل مسبق ونظما قوة الغزو. كان هاندي في تورنتو في خريف عام 1837 حيث التقى بمارشال بيدويل وعلم منه بالتمرد. انضم هاندي وصهره القاضي أورانج باتلر، الذي كان وقتها من مجلس النواب في ميشيغان، إلى جي إم دوفورت من مونتريال في السفر إلى ديترويت حيث شكلوا «مجلس حرب» من المواطنين ذوي النفوذ. جاء الرجال إلى ديترويت من أماكن بعيدة مثل إلينوي وكنتاكي للانضمام إلى الحركة. وفي 5 يناير عام 1838، جرت مداهمة سجن ديترويت وصادر الوطنيون 450 بندقية مسكيت كانت مخزنة هناك. أفادت الأنباء أن الوطنين سرقوا 200 قطعة سلاح أخرى من المكتب غير المؤمن للمارشال الأمريكي في ديترويت، وربما بمساعدته. ثم عُين جيمس م. ويلسون كلواء؛ وإيليا جاكسون روبرتس عميدًا للواء الأول؛ والدكتور إدوارد ألكسندر ثيلر كعميد للواء الأول من القوات الأيرلندية والفرنسية. اختلف ساذرلاند والجنرال إي جي روبرتس حول من سيقود قوة الغزو على السكونة آن ضد حصن مالدن، في أمهيرستبارج، كندا العليا. ثم عين هاندي ثيلر لقيادة السكونة آن، بينما كان ساذرلاند يقود أسطولًا إلى جزيرة بوا بلانك مقابل أمهيرستبارج على أساس أنه كان تحت قيادة روبرتس. لكن لسبب ما، توقف ساذرلاند في الأراضي الأمريكية في جزيرة شوغر، بعيدًا قليلًا، بدلًا من ذلك. هاجمت آن حصن مالدن في 9 يناير، لكنها جنحت وأسر ثيلر وسُجن في النهاية في القلعة في مدينة كيبك. وجرى إحباط المزيد من المحاولات لمهاجمة حصن مالدن من قبل القوات الأمريكية. وساعد حاكم ميشيغان ستيفنز تي ماسون من خلال قيادة ميليشيا في إفشال معركة وندسور.

## جزيرة فايتنغ (24 فبراير عام 1838) وجزيرة هيكوري (22 فبراير عام 1838)
جرى التخطيط لسلسلة من الهجمات المتزامنة في عيد ميلاد واشنطن (22 فبراير). وفي 23 فبراير، توجهت السفينة البخارية إري إلى جزيرة فايتنغ، على بعد سبعة أميال (11 كم) جنوب ديترويت، وعلى متنها أكثر من 400 جندي من كليفلاند تحت قيادة الجنرال دونالد ماكليود. كانوا مجهزين بشكل سيئ، بسبب الاستيلاء على أسلحتهم من قبل السلطات الأمريكية. عبرت القوات البريطانية الجليد وشتت قوات الوطنيين في 25 فبراير. أعلن الجيش البريطاني نيته ملاحقة الوطنيين في الولايات المتحدة، لكن القوات الأمريكية وضعت خطًا من الأعلام الحمراء على الجليد في النهر الذي يشير إلى الحدود، وكانت تتلقى أوامر بإطلاق النار على أي قوات بريطانية تعبرها. لم يتجاوز البريطانيون الخط، وقد قبضت الولايات المتحدة على بعض الوطنيين لكنها سرعان ما أطلقت سراحهم.
في 22 فبراير، سافر الجنرال فان رينسيلار ودانيال هيوستيس إلى جزيرة هيكوري مع أقل من 100 رجل لمنع مصادرة الأسلحة بموجب قانون الحياد لعام 1794. وكانوا يأملون في أن يتبعهم أكثر من 1000 رجل وأنهم سيتمكنون من الاستيلاء على كينغستون، ولكن لم تصل القوات أبدًا وجرى التخلي عن الخطة.

## معركة جزيرة بيلي (3 مارس عام 1838)
تجمع معظم الرجال من الحملات السابقة في خليج ساندوسكي، أوهايو، وتحت قيادة الكابتن جورج فان رينسيلار (أحد أقارب الجنرال) والجنرال توماس جيفرسون ساذرلاند، استولوا على جزيرة بيلي في بحيرة إري. ومع ذلك، استولت السلطات الأمريكية على أسلحتهم مرة أخرى، ولم يتبق لهم سوى 200 بندقية لجميع الرجال. هاجمهم البريطانيون، وقُتل فان رينسيلار، إلى جانب 10 من قواته، وأسر العديد منهم؛ وقتل 5 جنود بريطانيين. وأجبرت السلطات الأمريكية الوطنيين المنسحبين على تسليم أسلحتهم والتفرق.
في نهاية هذه الفترة، كان ويليام ليون ماكنزي على خلاف مع القادة الوطنيين الآخرين وسرعان ما قُبض عليه لخرقه قوانين الحياد الأمريكية. ثم قُبض على توماس جيفرسون ساذرلاند من قبل البريطانيين بالقرب من ديترويت واقتيد إلى السجن في تورنتو، حيث كان شاهدًا على شنق صموئيل لاونت، منظم الهجوم على تورنتو.

## الجمعية الكندية لإغاثة اللاجئين
في مارس من عام 1838، اجتمعت لجنة تألفت من الجنرال دونالد ماكليود، وويليام ليون ماكنزي، والدكتور تشارلز دونكومب، والدكتور ألكسندر ماكنزي وعدد من اللاجئين الكنديين في لوكبورت ليشكلوا «الجمعية الكندية لإغاثة اللاجئين». صار الدكتور أيه. ماكنزي الرئيس، والجنرال دونالد ماكليود المنسق العام. رُبطت هذه المنظمة ربطًا ضعيفًا بالهجوم على الباخرة السير روبرت بيل وغارة شورت هيل. تابع ماكليود، برفقة دونكومب، ليشكلا محافل الصيادين بعد ذلك بفترة قصيرة.

## حرق السير روبرت بيل (29 مايو 1838)
في 29 مايو 1838، هاجمت عصابة من الوطنيين المتنكرين في زي هنودٍ الباخرة السير روبرت بيل في جزيرة ويل وأحرقتها. كانت الحملة بقيادة الجنرال ماكليود وويليام جونستون.

## غزوة شورت هيلز (21 – 23 يونيو 1838)
اجتمع أربعة وعشرون رجلًا كنديًا بقيادة الكولونيل جيمس مورو في كلاركس بوينت قرب ليوستون، نيويورك في 11 يونيو 1838 وعبروا نهر نياغارا. كانوا يأملون إثارة انتفاضة عامة بين المتعاطفين في منطقة نياغارا. هاجموا قوات متمركزة في خان في شورت هيلز في 20 يونيو. أُلقي القبض على الوطنيين، بما فيهم مورو، والرائد بينجامين ويت، ودونالد ماكليود.

## ’الأخوية السرية لأبناء الحرية ‘ خاصة هنري إس. هاندي
كان هنري إس. هاندي (1804 – 1846) محاميًا ومحرر صحيفة ومهندسًا عسكريًا. عينه فيلق القوات البرية الأمريكي الهندسي ليشرف على بناء ميناء شيكاغو في عام 1833. بعد فشل المساعي السابقة، التي كانت السلطات الأمريكية قد تدخلت بها، نظم مساكن «الأخوية السرية لأبناء الحرية» على طول كلا طرفي حدود ميشيغان مع كندا العليا. خطط هاندي، باعتباره «القائد الأعلى لقوات الجيش الوطني في الشمال الغربي» لجيش ثوري قوامه 20.000 رجلٍ لاحتلال ويندسور في الرابع من يوليو. سرعان ما اندمجت المنظمة بمحافل الصيادين.

## تشكيل محافل الصيادين
شُكل أول محفل صيادين (بالفرنسية: الصيادون الأخوة) في شمال فيرمونت على يد الدكتور روبرت نيلسون مبكرًا في ربيع عام 1838 وامتد بسرعة ضمن كيبك. مبكرًا في الصيف، ضُم دونالد ماكليود، وهو مدرّس متمرد من كندا العليا ومحرر في صحيفة، إلى «الأخوة الصيادين» وأعلمهم بوجود «الأخوية السرية لأبناء الحرية» خاصة هنري إس. هاندي. كانوا مختلفين، مرة أخرى، عن منظمة ثالثة تشكلت في كليفلاند تحت قيادة الدكتور تشارلز دونكومب، والتي كانت تخطط لغزو كندا العليا في الرابع من يوليو. تحت تأثير ماكليود، تبنّت مجموعة كليفلاند شكل محافل الصيادين. اختفى أبناء الحرية بعد غارتهم الفاشلة على ويندسور، وامتصتهم محافل الصيادين.

### تنظيم المحفل
شُكلت محافل الصيادين على غرار المحافل الماسونية، واعتمدت إشارات سرية، وتراتيب هرمية، وطقوسًا مشابهة. كان المحفل الأكبر في كليفلاند، حيث كان دونكومب مُروِجًا لا يكل ولا يمل. كانت المراتب الأربعة للمحفل هي: حذاء الثلج والقندس والصياد الكبير والصياد الوطني. كان الجنود من غير حاملي الرُتب في المرتبة الأولى، والضباط المكلفين في الثانية، وضباط الميدان في الثالثة، والضباط المكلفين ذوي الُرتب الأعلى في المرتبة الرابعة.

### الانعقاد والتنظيم العسكري
في سبتمبر من عام 1838، حضر 160 مندوبًا من محافل الصيادين الغربية «مجلسًا وطنيًا» سريًا دام أسبوعًا في كليفلاند، أوهايو. عينوا حكومة جمهورية كندية انتقالية ضمّت:
1. رئيسًا: أيه. دي. سميث، «رئيس قضاة السلام في كليفلاند».
2. نائبًا للرئيس: الكولونيل نيثان ويليامز، «بقالًا عمومًيا» في كليفلاند.
3. وزيرًا للخزانة: القاضي جون غرانت الابن، أوزويغو.
4. وزيرًا للحرب: دونالد ماكليود.
5. قائدًا عامًا «للجيش الوطني للغرب»، لوشيوس في. بييرس، «محامٍ في أكرون».
6. عميدَ بحرية للبحرية الوطنية في بحيرة إيري، غليمان أبلباي، قبطان سابق لسفينة كارولاين.
7. عميدَ بحرية للبحرية الوطنية في بحرية أونتاريو، بيل جونستون.[16]

## معركة ويندميل (13 - 18 نوفمبر، 1838)
وافقت محافل الصيادين في كل من قسميها الشرقي والغربي على أنها ستشن غزوًا عامًا على كندا في الأول من نوفمبر. بدأ القسم الشرقي هجومه على كيبيك في الثالث من نوفمبر تنفيذًا لتوجيهات المحافل الكبرى في مونتريال وسانت ألبانس، فيرمونت. خطط القسم الغربي، تحت القيادة العامة «لنائب رئيس الحكومة المؤقتة» لجمهورية كندا، الكولونيل نيثان ويليامز من كليفلاند، لهجوم على ديترويت.
لكن أقنع «اللواء» جون وارد بيرج محافل نيويورك الشرقية بالانضمام إليه في هجوم على بريسكوت على نهر سانت لورانس بدلًا عن ذلك. كان يُفترض بقائد الهجوم أن يكون نيلز زولتيفسكي فون شولتز، وهو جندي بولندي كان جزءًا من التمرد البولندي. في 11 نوفمبر، صعد أربعمئة رجل على متن باخرة الولايات المتحدة في ميناء ساكيتس، نيويورك. نشأت خلافات بين بيرج وفون شولتز حول خطة الهجوم، وانسحب بيرج مع 200 رجل إلى أوغدينسبورغ من أجل تعزيزات لم تظهر أبدًا. وصل فون شولتز و150 رجلًا على متن سفينة تشارلوت أوف تورونتو إلى ويندميل بوينت قرب بريسكوت في 12 نوفمبر حيث أقاموا معسكرًا. قطعت القوات البريطانية والأمريكية الطريق على كل الإمدادات إلى ويندميل بوينت وأُجبر الصيادون الكنديون الذين قدموا للدعم على الانسحاب.
انتهت المواجهة التي نتجت في 16 نوفمبر وقتما جُلبت المدفعية من كينغستون. أُخذ 137 سجينا، وقُتل 80. دافع عن السجناء الوطنيين جون أيه. ماكدونالد، وهو محامٍ في كينغستون صار لاحقًا أول رئيس وزراء لكندا.

## معركة ويندسور (4 ديسمبر 1838)
كان آخر هجوم مُخططٍ له للصيادين هو الهجوم الغربي، والذي نُظم في كليفلاند، على وندسور، وكانت غايته الغزاة الأمريكيون الذين يتجهون داخلًا إلى لندن، كندا العليا. خُطط أيضًا لهجوم تضليلي من بورت هورون إلى سارنيا لكنه أُحبط وقتما نُشر فريق ضخم من القوات البريطانية على طريق الهجوم.
أنشأ خمسمئة أو ستمئة رجل معسكرًا في بريست، 30 ميلًا (48 كيلومترًا) جنوب ديترويت. لكن لوشيوس في. بييرس، قائد المعسكر، زعم أنه لم يكن يوجد عدد كافٍ لشن هجوم ناجح. دفع إي. جيه. روبرتس، وهو منسق قديم من منسقي ديترويت مع هاندي، بعجلة الهجوم بأي حال. في 3 ديسمبر، استولى المناضلون على باخرة تشامبلين، ورَسا الرجال البالغ عددهم 135 رجلًا على متنها على بعد ثلاثة أميال (4.8 كيلومتر) شمال ويندسور في الساعة الثانية من الصباح التالي. شنّت ثلاثة فصائل غارة بقيادة كورنيليوس كانينغاهم، وويليام بوتنام، وإس. إس. كوفينبيري.